# Cadillac (Michigan)
Cadillac település az Amerikai Egyesült Államok Michigan államában, Wexford megyében, melynek megyeszékhelye is. Lakosainak száma 10 371 fő (2020. április 1.).

## Népesség
A település népességének változása:

| 2010 | 10 355 |
| 2020 | 10 371 |